# Опел Зафира
Опел Зафира (Opel Zafira) е многофункционален автомобил (MPV, сегмент M) на германския производител „Опел“, произвеждан от 1999 до 2019 година.
Първите две поколения, „Зафира A“ и „Зафира B“, са произвеждани като компактни MPV, а третото поколение „Зафира Турър C“ е определяно като голям MPV. Автомобилът има три реда седалки, а общият им брой е 7 (2-3-2). Седалките на задния (трети) ред могат да се приберат в пода, заедно или поотделно. Тази система е получила названието Flex 7 (чете се Флекс Севън). Във вторите две поколения има и 5-местни варианти.
На някои пазари този автомобил е продаван и под други марки – „Воксхол Зафира“, „Холдън Зафира“, „Шевролет Зафира“, „Субару Травик“ и други.